# 라바울 칼데라

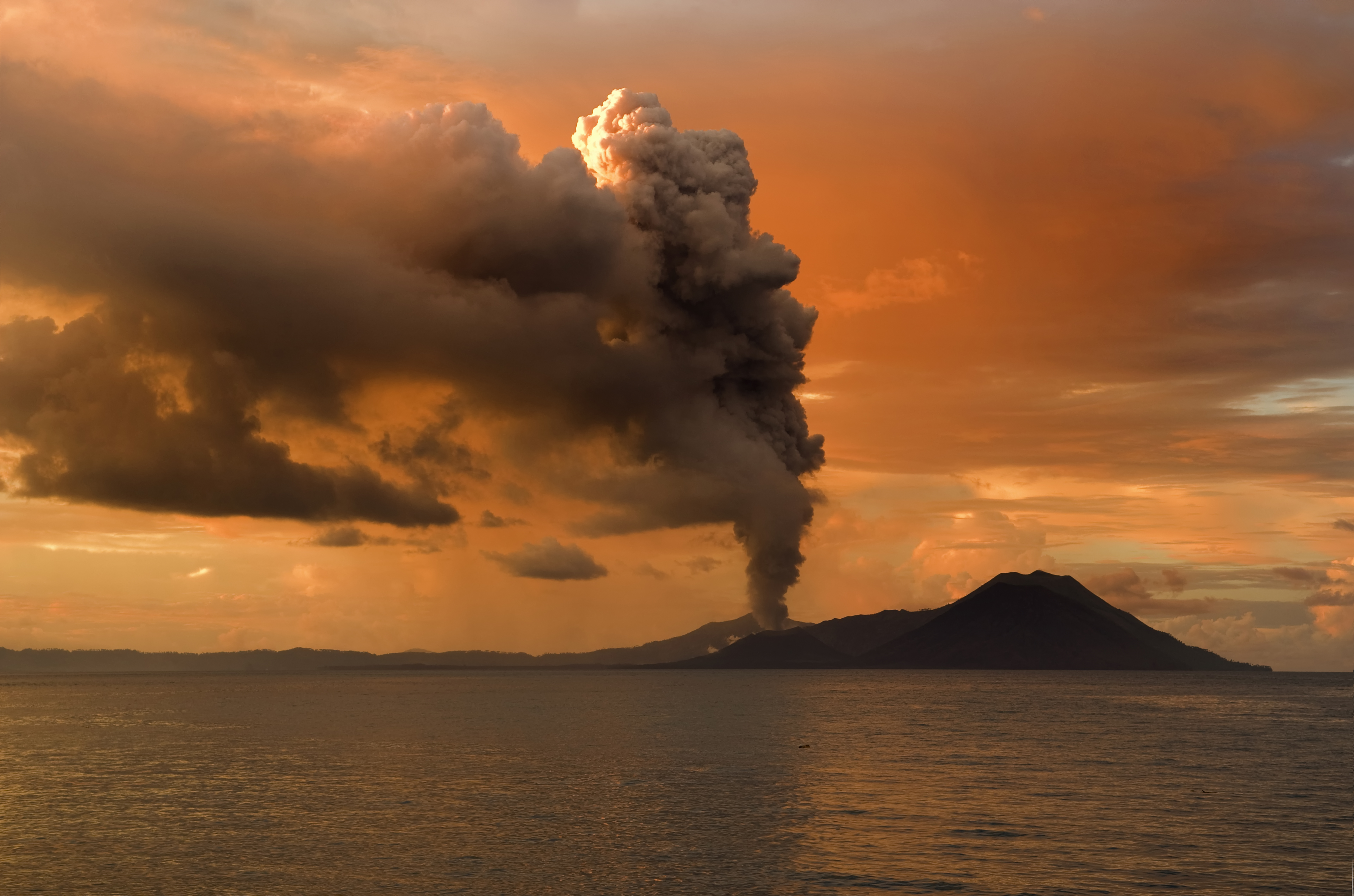

라바울 칼데라(Rabaul Caldera)는 파푸아뉴기니 뉴브리튼섬의 라바울에 있는 칼데라로, 여러 화산들이 칼데라에 솟아있다.
이곳은 거대한 화산군으로, 칼데라 내에서 가장 활동적인 화산은 타부르부르산(Tavurvur)이다. 이곳은 1937년에 칼데라 서쪽에 있는 벌컨산과 함께 폭발하면서 많은 사람들이 죽거나 다치고, 1995년에도 동시에 폭발이 일어나 5m이상의 강회류가 발생하였다.
지금은 벌컨산은 잠시 쉬고있고, 타부르부르산은 계속 분화중이다. 이곳은 복합 화산이다.